# Steingrímsfjörður
Le Steingrímsfjörður, toponyme islandais signifiant littéralement en français « le fjord de la pierre sombre » est un fjord du Nord-Ouest de l'Islande. Il se trouve dans le Sud-Ouest de l'Húnaflói, une vaste baie à l'est des Vestfirðir. Le rivage du Steingrímsfjörður est longé par les routes 68 au sud, 61 à l'ouest, 643 au nord et 645 à l'est. Le village d'Hólmavík se trouve sur son rivage occidental et celui de Drangsnes à son entrée nord, en face de l'île de Grímsey.

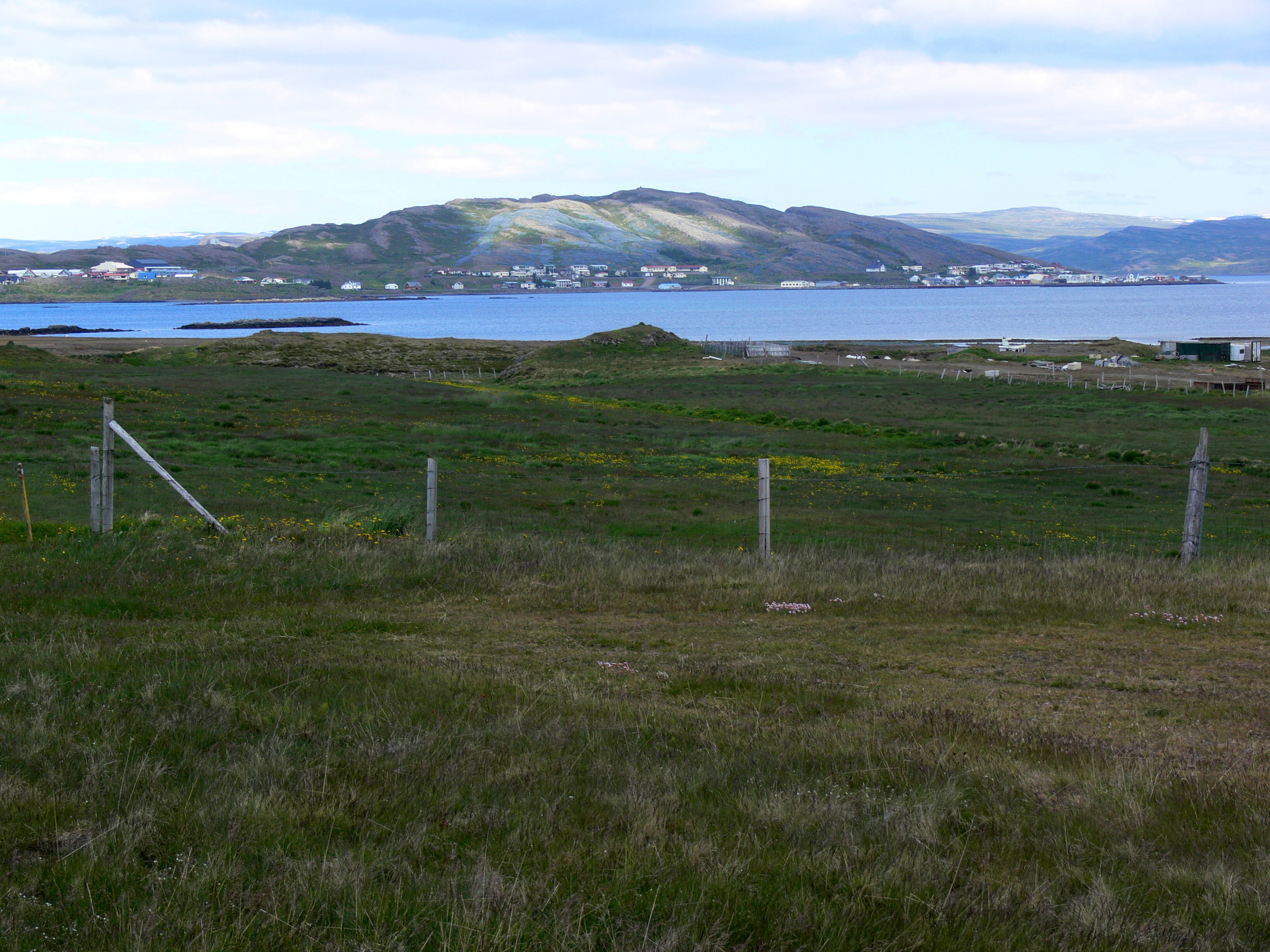
Vue d'Hólmavík depuis la rive opposée du Steingrímsfjörður.